# 北茨城市巡回バス
北茨城市巡回バス（きたいばらきしじゅんかいバス）は、茨城県北茨城市のコミュニティバス。運行受託は太陽タクシーである。月曜・水曜と火曜・木曜・金曜で運行形態が異なる路線が多い。2019年現在、全便土曜・日曜・祝日は運休する。

## 現在の路線

### 大津線
- 富士ヶ丘 - 八反 - 大津港駅前 - 市民病院前 - 神岡市営住宅 / 神岡上 - 市役所 - 磯原駅西口

曜日によって経由地が変わるのが特徴。月・水曜は神岡市営住宅経由、火・木・金曜は神岡上経由になる。磯原駅西口から大津港駅西口までは常磐線に沿って北上するコースである。1日5往復運行。

### 華川線
- 磯原駅西口 - 中妻 - 高山 - 中妻小学校前 - 磯原駅西口

磯原線とほぼ同じ時刻に運行され、1日7本という本数も同じである。

### 磯原線
- 磯原駅西口 - 中妻小学校前 - 木皿 - 内野 - 磯原中学校 - 磯原駅西口

### 石岡線
- 石岡スポーツ広場前 - 大塚 - 豊田 - 磯原駅西口

1日5往復運行。(月曜・水曜は磯原駅西口発が午後の2本のみ、石岡スポーツ広場発が1本運休になり4本になる。)

### 中郷線
- 石岡スポーツ広場前 - 日棚 - 南中郷駅前 - グリーンヒル中郷 - 上桜井 - 磯原駅西口

月曜・水曜と火曜・木曜・金曜で運行パターンが変わる。
- 南中郷駅前 - グリーンヒル中郷（茨城交通代替運行）

平日運行。2023年10月2日より運行開始。茨城交通時代のダイヤを継承している。

### 五浦線
- 大津港駅前 - 平潟港 - 五浦美術館前 - 大津港前 - 大津港駅前

火曜・木曜・金曜のみ運行。内回り、外回りともに3本ずつ運行される。

## 過去の路線

### 市内巡回バス

#### 大津港駅東西線
- 大津港駅前 - 廣橋クリニック - 大津西町 - 五浦 - 平潟 - 浜道団地 - 大津港駅前
- 大津港駅前 - 関本中 - 八反 - 富士ヶ丘
- 大津港駅前 - 廣橋クリニック - 白浜団地

土休日運休

#### 磯原駅東西線
- 磯原駅西口 → 中妻小学校前 → 華川中学校前 → 里見十字路 → 上木皿 → 中妻 → 若宮橋 → 磯原駅西口
- 磯原駅西口 → 中妻小学校前 → 上木皿 → 里見十字路 → 雨情の里スポーツプラザ → 高山 → 華川中学校前 → 若宮橋 → 磯原駅西口
- 磯原駅西口 → 精華小学校前 → 大日本集会所前 → 北茨城市役所前 → 精華小学校前 → 磯原駅西口

土休日運休

#### 南中郷駅東西線
- 南中郷駅前 - 中郷温泉道りゃんせ - 日棚 - 石岡スポーツ広場

土休日運休

#### 南北線
- 大津港駅前 - 廣橋クリニック - 大津西町 - 神岡下 - 二ツ島 - 磯原駅東口
- 磯原駅東口 - 下桜井団地 - 上桜井 - 汐見ヶ丘5丁目 - 南中郷駅前

土休日運休

### 地域巡回バス

#### 北部線
- 大津港駅 → 廣橋クリニック → 平潟 → 五浦 → 大津西町 → 広瀬第一病院前 → 大津港駅
- 大津港駅 - 関本中 - 八反 - 富士ヶ丘
- 大津港駅 - 廣橋クリニック - 大津西町 - （神岡下） - 白浜団地

月・木曜運転（但し休日は運休）

#### 中央線
- 大津港駅 - 廣橋クリニック - 大津西町 - 白浜団地 - 二ツ島 - 北茨城市役所前 - 精華小学校前 - 瀧病院前 - 磯原駅東口
- 磯原駅東口 → 瀧病院前 → 若宮橋 → 中妻 → 雨情の里スポーツプラザ → 里見十字路 → 上木皿 → 若宮橋 → 磯原駅東口
- 磯原駅東口 → 瀧病院前 → 若宮橋 → 上木皿 → 里見十字路 → 華川中学校前 / 雨情の里スポーツプラザ →  中妻　→ 瀧病院前 → 磯原駅東口

火・金曜運転（但し休日は運休）

#### 南部線
- 大津港駅前 - 廣橋クリニック - 大津西町 - 白浜団地 - 二ツ島 - 瀧病院前 - 磯原駅西口
- 磯原駅西口 - 瀧病院前 - 下桜井団地 - 上桜井 - 汐見ヶ丘5丁目 - 南中郷駅前
- 南中郷駅前 - 日棚 - 石岡スポーツ広場

水曜運転（但し休日は運休）

## 運賃
- 小学生以上 100円
- 身体・精神障害者手帳、療育手帳の提示者は無料